# Las Vigas
Las Vigas là khu đô thị tự trị thuộc bang Guerrero, México. Khu đô thị nằm khoảng 95 kilômét (59 mi) phía đông nam thành phố thủ phủ bang Chilpancingo. Las Vigas được thành lập từ khu đô thị San Marcos theo phê duyệt năm 2021 và có hiệu lực từ ngày 21 tháng 5 năm 2022.

## Địa lý
Khu đô thị Las Vigas nằm trên vùng Costa Chica ở phía đông Guerrero, phía tây giáp San Marcos, phía bắc giápTecoanapa, phía đông giáp Florencio Villarreal và phía nam là Thái Bình Dương. Hầu hết khu đô thị này nằm trong lưu vực thoát nước của Vũng Tecomate, kéo dài đến phần phía tây nam và thuộc Khu đa dạng sinh học quan trọng Lagunas Costeras de Guerrero. Phần đông bắc này nằm trong lưu vực sông Nexpa là ranh giới tự nhiên với Florencio Villarreal.
Las Vigas có khí hậu ôn đới ẩm, nhiều mưa vào hè. Nhiệt độ trung bình dao động từ 26 và 28 °C (79–82 °F).
| Dữ liệu khí hậu của Las Vigas weather station at 16°45′3″B 99°14′5″T / 16,75083°B 99,23472°T, 60 m above sea level (1981–2010 averages, 1951–2010 extremes) | Dữ liệu khí hậu của Las Vigas weather station at 16°45′3″B 99°14′5″T / 16,75083°B 99,23472°T, 60 m above sea level (1981–2010 averages, 1951–2010 extremes) | Dữ liệu khí hậu của Las Vigas weather station at 16°45′3″B 99°14′5″T / 16,75083°B 99,23472°T, 60 m above sea level (1981–2010 averages, 1951–2010 extremes) | Dữ liệu khí hậu của Las Vigas weather station at 16°45′3″B 99°14′5″T / 16,75083°B 99,23472°T, 60 m above sea level (1981–2010 averages, 1951–2010 extremes) | Dữ liệu khí hậu của Las Vigas weather station at 16°45′3″B 99°14′5″T / 16,75083°B 99,23472°T, 60 m above sea level (1981–2010 averages, 1951–2010 extremes) | Dữ liệu khí hậu của Las Vigas weather station at 16°45′3″B 99°14′5″T / 16,75083°B 99,23472°T, 60 m above sea level (1981–2010 averages, 1951–2010 extremes) | Dữ liệu khí hậu của Las Vigas weather station at 16°45′3″B 99°14′5″T / 16,75083°B 99,23472°T, 60 m above sea level (1981–2010 averages, 1951–2010 extremes) | Dữ liệu khí hậu của Las Vigas weather station at 16°45′3″B 99°14′5″T / 16,75083°B 99,23472°T, 60 m above sea level (1981–2010 averages, 1951–2010 extremes) | Dữ liệu khí hậu của Las Vigas weather station at 16°45′3″B 99°14′5″T / 16,75083°B 99,23472°T, 60 m above sea level (1981–2010 averages, 1951–2010 extremes) | Dữ liệu khí hậu của Las Vigas weather station at 16°45′3″B 99°14′5″T / 16,75083°B 99,23472°T, 60 m above sea level (1981–2010 averages, 1951–2010 extremes) | Dữ liệu khí hậu của Las Vigas weather station at 16°45′3″B 99°14′5″T / 16,75083°B 99,23472°T, 60 m above sea level (1981–2010 averages, 1951–2010 extremes) | Dữ liệu khí hậu của Las Vigas weather station at 16°45′3″B 99°14′5″T / 16,75083°B 99,23472°T, 60 m above sea level (1981–2010 averages, 1951–2010 extremes) | Dữ liệu khí hậu của Las Vigas weather station at 16°45′3″B 99°14′5″T / 16,75083°B 99,23472°T, 60 m above sea level (1981–2010 averages, 1951–2010 extremes) | Dữ liệu khí hậu của Las Vigas weather station at 16°45′3″B 99°14′5″T / 16,75083°B 99,23472°T, 60 m above sea level (1981–2010 averages, 1951–2010 extremes) |
| Tháng | 1 | 2 | 3 | 4 | 5 | 6 | 7 | 8 | 9 | 10 | 11 | 12 | Năm |
| --- | --- | --- | --- | --- | --- | --- | --- | --- | --- | --- | --- | --- | --- |
| Cao kỉ lục °C (°F) | 38.0 (100.4) | 38.5 (101.3) | 39.5 (103.1) | 40.0 (104.0) | 41.0 (105.8) | 40.0 (104.0) | 40.0 (104.0) | 39.5 (103.1) | 38.0 (100.4) | 38.5 (101.3) | 39.0 (102.2) | 38.5 (101.3) | 41.0 (105.8) |
| Trung bình ngày tối đa °C (°F) | 32.5 (90.5) | 32.7 (90.9) | 33.1 (91.6) | 33.8 (92.8) | 34.0 (93.2) | 32.9 (91.2) | 32.5 (90.5) | 32.4 (90.3) | 31.8 (89.2) | 32.4 (90.3) | 33.0 (91.4) | 32.8 (91.0) | 32.8 (91.0) |
| Trung bình ngày °C (°F) | 25.0 (77.0) | 25.0 (77.0) | 25.5 (77.9) | 26.5 (79.7) | 27.8 (82.0) | 27.7 (81.9) | 27.4 (81.3) | 27.3 (81.1) | 26.9 (80.4) | 27.0 (80.6) | 26.4 (79.5) | 25.6 (78.1) | 26.5 (79.7) |
| Tối thiểu trung bình ngày °C (°F) | 17.4 (63.3) | 17.3 (63.1) | 17.9 (64.2) | 19.2 (66.6) | 21.5 (70.7) | 22.5 (72.5) | 22.2 (72.0) | 22.2 (72.0) | 21.9 (71.4) | 21.6 (70.9) | 19.8 (67.6) | 18.4 (65.1) | 20.2 (68.4) |
| Thấp kỉ lục °C (°F) | 12.5 (54.5) | 10.0 (50.0) | 11.0 (51.8) | 13.0 (55.4) | 14.0 (57.2) | 18.5 (65.3) | 19.0 (66.2) | 19.0 (66.2) | 19.0 (66.2) | 17.0 (62.6) | 13.0 (55.4) | 12.0 (53.6) | 10.0 (50.0) |
| Lượng Giáng thủy trung bình mm (inches) | 14.4 (0.57) | 8.6 (0.34) | 1.5 (0.06) | 0.6 (0.02) | 43.7 (1.72) | 292.4 (11.51) | 244.9 (9.64) | 246.6 (9.71) | 312.3 (12.30) | 125.9 (4.96) | 9.4 (0.37) | 9.7 (0.38) | 1.310 (51.57) |
| Số ngày mưa trung bình (≥ 0.1 mm) | 0.8 | 0.4 | 0.1 | 0.2 | 3.0 | 12.6 | 13.5 | 14.3 | 16.0 | 7.2 | 1.3 | 0.6 | 70.0 |
| Nguồn: Servicio Meteorológico Nacional | | | | | | | | | | | | | |

## Lịch sử
Las Vigas và vùng phụ cận đề nghị thành lập chính quyền khu đô thị tự trị ít nhất là từ năm 2014. Ngày 31 tháng 8 năm 2021, nghị viện bang Guerrero phê chuẩn việc thành lập khu đô thị Las Vigas từ 19 địa phương thuộc San Marcos trước đây. Bản sửa đổi hiến pháp bang liên quan đến thành lập khu đô thị được thông qua ngày 13 tháng 1 năm 2022 và có hiệu lực ngày 21 tháng 5 năm 2022.

## Hành chính
Las Vigas sẽ tổ chức cuộc bầu cử đầu tiên với tư cách là một khu đô thị tự trị độc lập vào năm 2024. Chính quyền khu đô thị sẽ bao gồm một thị trưởng, một ủy viên hội đồng (tiếng Tây Ban Nha: síndico) và sáu ủy viên (regidores).

## Nhân khẩu học
Trong Điều tra dân số México năm 2020, các địa phương thuộc Las Vigas hiện nay có 9.449 dân. Theo đó, thủ phủ khu đô thị thành phố Las Vigas ghi nhận 4.762 dân.

## Kinh tế và hạ tầng
Vùng đất bằng phẳng của Las Vigas rất thích hợp cho việc trồng trọt và chăn nuôi. Sông Nexpa tưới tiêu cho toàn khu đô thị và đổ vào hồ chứa Revolución Mexicana. Tại vũng Tecomate có nghề đánh bắt cá và làm muối thủ công.
Quốc lộ Liên bang 200 chạy qua thủ phủ khu đô thị, kết nối với San Marcos và Acapulco ở phía tây, Cruz Grande và Ometepec ở phía đông.
Las Vigas có giáo dục trung học, trong đó có trường dự bị Đại học tự trị Guerrero.